# Carl Rogers
Carl Ransom Rogers (Oak Park, Illinois, 8 de enero de 1902-San Diego, California, 4 de febrero de 1987), más conocido como Carl Rogers, fue un psicólogo estadounidense, iniciador, junto a Abraham Maslow, del enfoque humanista en psicología. Un estudio realizado entre psicólogos estadounidenses y canadienses en  1982 lo situó como el psicoterapeuta más influyente de la historia, por delante de Albert Ellis y Sigmund Freud.

## Datos biográficos
Nació en Oak Park, un barrio de Chicago, Illinois. Fue el cuarto de seis hijos. En 1914 marchó al campo para dedicarse a la agricultura y a la crianza de animales. En 1919 se inscribió en la Facultad de Agricultura en la Universidad de Wisconsin-Madison, donde estudió ciencias agrarias. Posteriormente cambió su área de estudios a Teología en un seminario.
En 1922 se trasladó a China por algunos meses con un grupo de estudiantes norteamericanos para participar en una conferencia internacional organizada por la Federación Mundial de Estudiantes Cristianos. Esta estancia le permitió confrontar la cultura occidental con la oriental y de este modo replantearse muchas cuestiones en su vida.
Nada más vuelto a los Estados Unidos, se graduó de la Universidad de Wisconsin en Historia y se inscribió en el Seminario Teológico en Nueva York. Posteriormente, abandonó los estudios teológicos y emprendió otros de carácter psicopedagógico en la Universidad Columbia donde obtuvo su doctorado en 1931. Después de un año de estudios en el Institute for Child Guidance de New York, pasó al Child Study Department de Rochester a donde llegó "más por razones económicas que por vocación", según comenta en el capítulo dedicado a él mismo de su libro "El proceso de convertirse en persona".
En 1924 se casa con Helen Elliot con la que, enseguida, tuvo dos hijos: David y Natalie. Fascinado y estimulado por las teorías de Otto Rank y la corriente europea del Existencialismo, Rogers publicó en 1939 su primer libro: The Clinical Treatment of the Problem Child. Gracias a esto obtuvo una cátedra de psicología clínica en la Universidad Estatal de Ohio.
De 1942 en su obra Counseling and Psychotherapy, funda las bases de su client-centered therapy (terapia centrada en el cliente), piedra angular del movimiento de la Psicología Humanista.
En 1944 se traslada a Chicago, su ciudad natal, donde funda el primer counseling center, en el que efectúa su terapia y realiza investigaciones. Fruto de ellas es su nuevo libro, Client-centered-Therapy, texto fundamental y manifiesto del pensamiento de Rogers. En este libro aparecen más ampliadas y desarrolladas las cuestiones que trató en Counseling and Psychotherapy.
En 1957 obtiene la cátedra de Psicología y Psiquiatría de la Universidad de Wisconsin. En su departamento de psiquiatría, Rogers experimenta su "terapia centrada en el cliente" con pacientes psicóticos obteniendo óptimos resultados, que publica en 1967 en su libro The Therapeutic Relationship and its Impact: A Study of Schizophrenia.
En 1964 abandonó la enseñanza y se trasladó a California, al Western Behavioural Science Institute de La Jolla. En 1969 funda el Center for the Study of the Person y, sucesivamente, el Institute of Peace para el estudio y la resolución de los conflictos.
Desde ese año hasta su muerte en 1987 por un ataque cardiaco, trabajó en La Jolla, California
Como dato curioso, él fue el primero en implementar las prácticas supervisadas, lo cual, para su época, fue algo completamente innovador

## Pensamiento
Fue partícipe y gestor instrumental en el desarrollo de la terapia no directiva, conocida como terapia centrada en el cliente, la cual renombró como terapia centrada en la persona. Esta teoría es conocida por sus siglas en inglés PCA “Person-Centered Approach” o enfoque centrado en la persona. Sus teorías abarcan no sólo las interacciones entre el terapeuta y el cliente, sino que también se aplican a todas las interrelaciones humanas. La terapia rogeriana contrasta con las perspectivas psicológicas freudianas y las sociales de Alfred Adler y de Albert Bandura, por el uso preferente de la empatía para lograr el proceso de comunicación entre el cliente y el terapeuta o, por extensión, entre un ser humano y otro.
Rogers supone la relación entre el cliente y el terapeuta como el elemento fundamental para que se desarrolle el saneamiento del consultante. Mediante el uso de la escucha empática, la congruencia propia del consejero y la aceptación incondicional, se intenta promover un ambiente libre de amenazas donde el cliente pueda expresarse libremente. Es a través de este escenario donde este último podrá, a su tiempo, conocerse a sí mismo y así disminuir su ansiedad y tratar aquellas situaciones que le acomplejan.
Para el simple lector, la diferencia tangible reside en que la terapia centrada en el terapeuta se basa en la capacidad de interpretación del profesional, mientras que en la terapia centrada en la persona, el marco de referencia deja de ser el conocimiento teórico del terapeuta y se centra en cómo vive el cliente aquello que le está sucediendo. Dicho en palabras de Rogers, "Qué pasa con lo que le pasa". También, deja de ser una terapia focalizada en resolver el problema, y más bien se interesa en empatizar con el cliente en lo que está viviendo. Se preocupa por cómo está viviendo la situación que le toca vivir.

## Teoría
La teoría del yo de Rogers se considera humanista, existencial y fenomenológica. Se basa directamente en la teoría de la personalidad del "campo fenoménico" de Arthur Combs y Donald Snygg (1949). La elaboración que hace Rogers de su teoría es extensa. Escribió 16 libros y muchos más artículos de revistas al respecto. Prochaska y Norcross (2003) afirman que Rogers "defendió consistentemente una evaluación empírica de la psicoterapia. Él y sus seguidores han demostrado que un enfoque humanista para llevar a cabo la terapia y un enfoque científico para evaluar la terapia no tienen por qué ser incompatibles".

### Las diecinueve proposiciones
La teoría de Rogers (a partir de 1951) se basó en 19 proposiciones:
1. Todos los individuos (organismos) existen en un mundo de experiencia en continuo cambio (campo fenoménico) del cual son el centro.
2. El organismo reacciona al campo tal como lo experimenta y percibe. Este campo perceptual es la "realidad" para el individuo.
3. El organismo reacciona como un todo organizado ante este campo fenoménico.
4. Una porción del campo perceptual total se diferencia gradualmente como el yo.
5. Como resultado de la interacción con el entorno, y particularmente como resultado de la interacción evaluativa con los demás, se forma la estructura del yo: un patrón conceptual organizado, fluido pero consistente de percepciones de características y relaciones del "yo" o el "sí", junto con los valores asociados a estos conceptos.
6. El organismo tiene una tendencia y un esfuerzo básicos: actualizar, mantener y mejorar el organismo que experimenta.
7. El mejor punto de vista para comprender el comportamiento es el marco de referencia interno del individuo.
8. La conducta es básicamente el intento del organismo, dirigido a un objetivo, de satisfacer sus necesidades tal como las experimenta, en el campo tal como las percibe.
9. La emoción acompaña, y en general facilita, dicha conducta dirigida a un objetivo, estando relacionado el tipo de emoción con la importancia percibida de la conducta para el mantenimiento y mejora del organismo.
10. Los valores adjuntos a las experiencias y los valores que forman parte de la estructura del yo, en algunos casos, son valores experimentados directamente por el organismo, y en otros casos son valores introyectados o tomados de otros, pero percibidos de manera distorsionada. como si hubieran sido experimentados directamente.
11. A medida que las experiencias ocurren en la vida del individuo, son (a) simbolizadas, percibidas y organizadas en alguna relación con el yo, (b) ignoradas porque no se percibe una relación con la estructura del yo, o (c) se les niega la simbolización o Se le da una simbolización distorsionada porque la experiencia es inconsistente con la estructura del yo.
12. La mayoría de las formas de comportamiento que adopta el organismo son aquellas que son coherentes con el concepto de yo.
13. En algunos casos, la conducta puede ser provocada por experiencias y necesidades orgánicas que no han sido simbolizadas. Tal comportamiento puede ser inconsistente con la estructura del yo, pero en tales casos el individuo no es "dueño" del comportamiento.
14. El ajuste psicológico existe cuando el concepto del yo es tal que todas las experiencias sensoriales y viscerales del organismo son, o pueden ser, asimiladas a nivel simbólico en una relación consistente con el concepto del yo.
15. El desajuste psicológico existe cuando el organismo niega la conciencia de experiencias sensoriales y viscerales significativas, que en consecuencia no están simbolizadas ni organizadas en la gestalt de la estructura del yo. Cuando existe esta situación, existe una tensión psicológica básica o potencial.
16. Cualquier experiencia que sea inconsistente con la organización de la estructura del yo puede percibirse como una amenaza, y cuantas más percepciones haya, más rígidamente se organizará la estructura del yo para mantenerse a sí misma.
17. Bajo ciertas condiciones, que implican principalmente una ausencia total de amenaza a la estructura del yo, se pueden percibir y examinar experiencias inconsistentes con ella, y revisar la estructura del yo para asimilar e incluir tales experiencias.
18. Cuando el individuo percibe y acepta en un sistema consistente e integrado todas sus experiencias sensoriales y viscerales, necesariamente comprende más a los demás y los acepta más como individuos separados.
19. A medida que el individuo percibe y acepta en su estructura del yo más experiencias orgánicas, descubre que está reemplazando su sistema de valores actual (basado ampliamente en introyecciones que han sido simbolizadas de manera distorsionada) por un proceso de valoración organísmico continuo.

En relación con la número 17, Rogers es conocido por practicar la "consideración positiva incondicional", que se define como aceptar a una persona "sin juicio negativo sobre... el valor básico [de una persona]".

## Teoría de la personalidad de Rogers
Las proposiciones que están al comienzo de la serie son las más alejadas de la experiencia del terapeuta y, por lo tanto, las más sospechosas, mientras que las que aparecen hacia el final se acercan cada vez más al centro de nuestra experiencia.

### Características del niño
- Percibe su experiencia como una realidad.
- Posee una tendencia innata a actualizar las potencialidades de su organismo.
- Interactúa con su realidad en función de esa tendencia fundamental a la actualización.
- En su interacción con la realidad, el individuo se comporta como una totalidad organizada (Gestalt).
- Se inicia un proceso de valoración organísmica, en el que el individuo valora la experiencia al tomar como criterio de referencia la tendencia actualizante.

### El desarrollo del yo
- Como consecuencia de la tendencia a la diferenciación, una parte de la experiencia del individuo se diferencia y se simboliza en la conciencia. Esta parte simbolizada corresponde a una conciencia de ser, de actuar como individuo, y puede describirse como experiencia del yo.
- Como consecuencia de la interacción entre el organismo y el medio, la conciencia de ser y de actuar como individuo aumenta y se organiza gradualmente para formar el concepto del yo.
- El yo es innata y forma parte de tu comportamiento como la sociedad que te rodea.

### La necesidad de consideración positiva
- A medida que se exterioriza la conciencia del yo, el individuo desarrolla una necesidad de consideración positiva. La teoría no se interesa en saber si se trata de una necesidad innata o adquirida. De acuerdo con Standal, que formuló este concepto, es una necesidad adquirida.
- La satisfacción de esa necesidad se logra necesariamente por medio de las inferencias obtenidas a partir del campo experencial de otra persona.
- La satisfacción de esa necesidad se relaciona con una gama muy amplia de experiencias del individuo.
- El proceso de satisfacción de la necesidad de consideración positiva es recíproco, ya que cuando el individuo se da cuenta de que satisface esa necesidad en otro, satisface, por eso mismo, su propia necesidad de consideración positiva.
- Los efectos de esa satisfacción son intensos en el sentido de que la consideración positiva manifestada por cualquier persona se comunica, en aquel que es objeto de ella, al conjunto de la consideración que este experimenta hacia esta persona.

## Los aportes de Rogers a la educación
Rogers fue el padre de la no directividad y la pedagogía humanista. Según él, el clima psicológico de libertad favorecía el desarrollo pleno del individuo, valoraba la empatía y la autenticidad. Todo el proceso educativo debería entonces centrarse en el niño, no en el profesor, no en el contenido pragmático. Para Rogers, los principios básicos de la enseñanza y del aprendizaje son: confianza en las potencialidades humanas, pertinencia del asunto que va a ser aprendido o enseñado, aprendizaje participativo, autoevaluación, autocrítica y aprendizaje del propio aprendizaje. 
El aprendizaje sería tan profundo como importante para la totalidad de la persona que se educa: no podemos enseñar a otra persona directamente, de ahí la importancia del educador o facilitador del aprendizaje: él debería crear el clima inicial, comunicar confianza, aclarar, motivar con congruencia y autenticidad. Él llama a esto “comprensión empática”.
Para Rogers, el objetivo de la educación es ayudar a los alumnos a convertirse en individuos capaces de tener iniciativa propia para la acción, responsables por sus acciones, que trabajaran no para obtener la aprobación de los demás, sino para alcanzar sus propios objetivos.
Algunos principios del aprendizaje:
- Los seres humanos tienen natural potencialidad para aprender
- El aprendizaje significativo se verifica cuando el estudiante percibe que la materia por estudiar se relaciona con sus propios objetos
- Es por medio de actos como se adquiere un aprendizaje más significativo
- El aprendizaje es facilitado cuando el alumno participa de su proceso responsablemente
- El aprendizaje autoiniciado que comprende toda la persona del aprendiz (sus sentimientos al igual que su inteligencia) es el más durable e impregnable
- El aprendizaje socialmente más útil, en el mundo moderno, es el del propio proceso de aprendizaje, una continua apertura a la experiencia y a la incorporación dentro de sí mismo del proceso de cambio
- Una persona no puede enseñar directamente a otra, solo puede facilitar su aprendizaje
- Una persona se resiste por medio de la negación o la distorsión a una experiencia que, al asimilarla, provocaría un cambio en su propia organización
- La estructura y la organización propias de una persona se vuelven rígidas bajo amenaza y se relajan si la persona no se siente amenazada

## Obra
- El tratamiento clínico del niño problema (1939)
- Orientación psicológica y psicoterapia (1942/1978)
- Psicoterapia centrada en el cliente (1951)
- El proceso de convertirse en persona (1961)
- Una afirmación apasionada (1969)
- Libertad de aprender (1969)
- Grupos de encuentro (1970)
- Psicoterapia y relaciones humanas (1971)
- Psicoterapia centrada en el cliente (1972)
- El matrimonio y sus alternativas (1972)
- El poder de la persona (1977)
- Orientación psicológica y psicoterapia (1978)
- Persona a persona (1980)
- El Camino del Ser (1980)
- La persona como centro (1981)

## Relación con la Agencia Central de Inteligencia (CIA)
Carl Rogers formó parte de la junta del Fondo de Ecología Humana desde finales de los años 50 hasta los 60, que era una organización financiada por la CIA que proporcionaba subvenciones a los investigadores que estudiaban la personalidad. Además, él y otras personas del campo de la personalidad y la psicoterapia recibieron mucha información sobre Nikita Khrushchev. «Nos pidieron que averiguáramos qué pensábamos de él y cuál sería la mejor manera de tratarlo. Y eso parecía ser un aspecto totalmente legítimo y de principios. No creo que hayamos contribuido mucho, pero, de todos modos, lo intentamos».

### Sobre Rogers
- Gadotti, Moacir (1998). Historia de las ideas pedagógicas. Buenos Aires, Argentina: Siglo XXI Editores. pp. 186, 193 y 194.